# Sasseville
Sasseville är en kommun i departementet Seine-Maritime i regionen Normandie i norra Frankrike. Kommunen ligger i kantonen Cany-Barville som tillhör arrondissementet Dieppe. År 2022 hade Sasseville 260 invånare.

## Befolkningsutveckling
Antalet invånare i kommunen Sasseville
| Referens: INSEE |